# (19912) Aurapenenta
(19912) Aurapenenta es un asteroide perteneciente al cinturón de asteroides descubierto por el equipo del Indiana Asteroid Program de la Universidad de Indiana el 14 de septiembre de 1955 desde el Observatorio Goethe Link de Brooklyn, Estados Unidos.

## Designación y nombre
(19912) Aurapenenta fue designado al principio como 1955 RE1. Aurapenenta honra el quincuagésimo aniversario de la Asociación de Universidades para la Investigación en Astronomía, que transformó la astronomía estadounidense a través de su administración del Observatorio Nacional de Astronomía Óptica, el Observatorio Nacional Solar, el Observatorio Gemini y el Instituto de Ciencias del Telescopio Espacial.

## Características orbitales
(19912) Aurapenenta está situado a una distancia media de 2,379 ua del Sol, pudiendo acercarse hasta 1,777 ua y alejarse hasta 2,981 ua. Tiene una excentricidad de 0,253 y una inclinación orbital de 7,225°. Emplea 1340,03 días en completar una órbita alrededor del Sol.

## Características físicas
La magnitud absoluta de (19912) Aurapenenta es 14,04. Tiene 4,086 km de diámetro y su albedo se estima en 0,443.